# Binance
Binance är ett caymanskt-seychelliskt multinationellt fintechföretag som driver en kryptovalutabörs, som är världens största efter handelsvolym och för 2021 genomfördes det transaktioner för totalt 34,1 biljoner amerikanska dollar.
Företaget grundades 2017 i Shanghai i Kina av Changpeng Zhao och Yi He men flyttade rätt så snabbt till Japan, efter att kinesiska staten meddelade att handel med kryptovalutor skulle förbjudas. Den japanska staten meddelade dock att Binance var tvungen att ha licens för verksamheten, vilket ledde till att företaget flyttade återigen och den här gången till Malta. I senare skede blev företaget registrerad på Caymanöarna och Seychellerna. I oktober 2022 investerade Binance en halv miljard dollar i Elon Musks övertagande av Twitter. Den 8 november blev Binance erbjuden att köpa upp den icke-amerikanska delen av den konkursade konkurrenten FTX men avböjde dagen därpå.